# Phytophthora megasperma
Espèce
Phytophthora megasperma est une espèce d'oomycètes phytopathogènes de la famille des Peronosporaceae, à répartition cosmopolite, responsable de maladies, principalement de pourritures racinaires, chez de nombreuses espèces de plantes cultivées ligneuses ou herbacées.

## Plantes-hôtes
Cet organisme est un parasite obligatoire des plantes et provoque chez de nombreuses espèces végétales des symptômes de pourriture des racines (pourridié phytophthoréen) et des tiges. Il engendre des pertes importantes notamment dans les cultures de pommiers, de fruits à noyau et de plantes du genre Brassica. 
C'est en particulier l'un des agents de la pourriture rose de la pomme de terre et l'agent de la maladie de la bague chez la carotte, du dépérissement des arbustes d'ornement, du mildiou de la carotte, de la pourriture des racines de la luzerne, de la pourriture des racines de l'asperge, de la pourriture du collet des crucifères.

## Symptômes
Les symptômes d'une infection par Phytophthora megasperma peuvent apparaître sur toutes les parties de la plante en fonction des hôtes concernés. Les principaux symptômes sont les suivants : pourriture des racines,  pourriture du collet, fonte des semis, pourriture des fruits, pourriture du pied, chancre de la tige, pourriture des tubercules, flétrissement soudain, apoplexie (dépérissement rapide), rabougrissement, chlorose...
Chez la carotte, une tache vitreuse se forme sur la racine des plants infectés. La tâche devient brune, s’étend transversalement jusqu’à former un anneau. La maladie entraîne une pourriture humide de la racine, le rougissement du feuillage et le flétrissement de la plante. Ce flétrissement peut être confondu avec celui provoqué par Sclerotinia sclerotiorum.

## Biologie
Phytophthora megasperma se conserve sous forme d’oospores dans le sol pendant plusieurs années. La température optimale pour la pénétration dans les racines se situe autour de 21 °C. C'est à l’automne qu'ont lieu le plus souvent les contaminations primaires ; l’extension des lésions se poursuit l’hiver. Les carottes atteintes sont réparties aléatoirement.

## Moyens de lutte
Dans le cadre de l'agriculture, avant plantation, l'Institut national de la recherche agronomique (INRA) conseille de favoriser les techniques qui améliorent la structure du sol et la rapidité du ressuyage : par exemple le drainage, les amendements organiques, l'utilisation d’appareils plus respectueux de la structure du sol. Pour la culture suivante, l'INRA conseille d'éliminer les résidus de culture et de pratiquer des rotations.

## Taxinomie
L'espèce Phytophthora megasperma a été isolée et décrite en premier par le mycologue américain, Charles Frank Drechsler, à partir de tissus racinaires d'une rose-trémière (Alcea rosea) issue d'un jardin du District de Columbia (Washington DC.), et publiée en 1931 dans le Journal of the Washington Academy of Science n.sp. 21: 513–526.
C'est une espèce mal définie, qui est généralement considérée comme un complexe d'espèces. Elle englobe de nombreuses formes de moisissures aquatiques, ayant des fonctions et des gammes d'hôtes diverses, dont beaucoup sont en réalité des espèces différentes qui n'ont pas encore été décrites et distinguées,.
Parmi les espèces précédemment incluses dans le cadre du complexe figurent Phytophthora rosacearum, Phytophthora sansomeana, Phytophthora sojae, Phytophthora medicaginis, et Phytophthora trifolii. Une forme de Phytophthora  megasperma est soupçonnée d'être une espèce distincte lorsqu'on lui reconnaît une spécificité d'hôte, lorsqu'elle s'attaque à une seule espèce de plante-hôte ; la luzerne dans le cas de Phytophthora medicaginis, par exemple.

### Synonymes
- Phytophthora megasperma subsp. megasperma[9]
- Phytophthora megasperma var. megasperma[1]
- Pythiomorpha miyabeana S.Ito & Nagai[1],[9]

### Taxons infraspécifiques
Selon MycoBank (4 mars 2021) :
- Phytophthora megasperma f.sp. glycinea
- Phytophthora megasperma f.sp. glycines
- Phytophthora megasperma f.sp. medicaginis
- Phytophthora megasperma f.sp. medicaginis-sativae
- Phytophthora megasperma f.sp. megasperma
- Phytophthora megasperma f.sp. trifolii
- Phytophthora megasperma var. megasperma
- Phytophthora megasperma var. sojae